# Saint-Mathieu (Haute-Vienne)
Pour les articles homonymes, voir Saint-Mathieu.
Saint-Mathieu, Sant Matiá en occitan, est une commune du département de la Haute-Vienne, en région Nouvelle-Aquitaine.
Elle est intégrée au parc naturel régional Périgord Limousin.

## Géographie

### Généralités

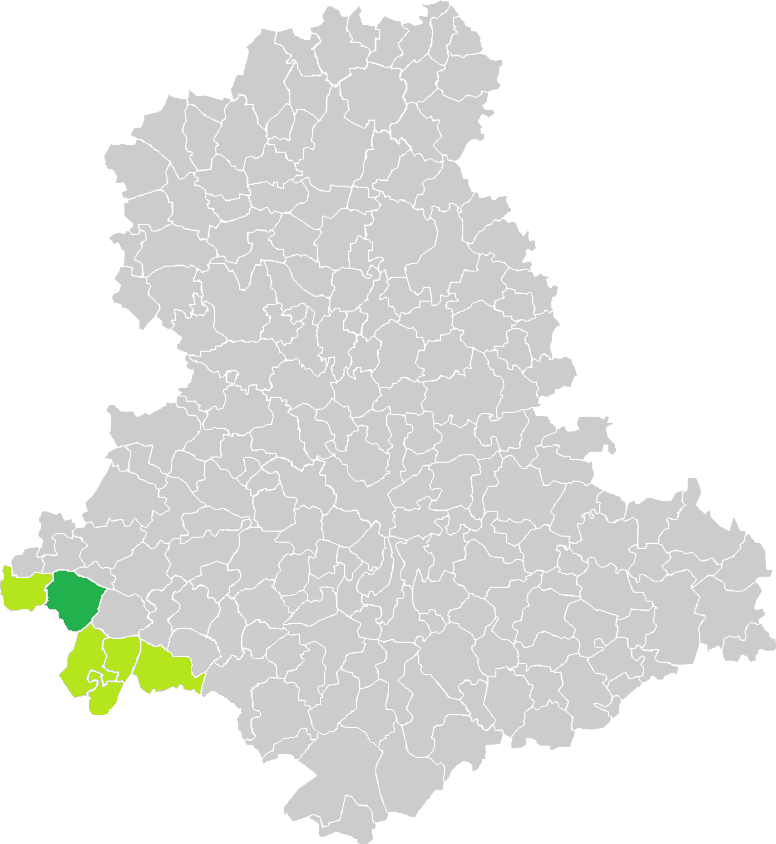
Situation de la commune de Saint-Mathieu en Haute-Vienne.

Saint-Mathieu se situe dans les Monts de Châlus, dans la pointe Sud-Ouest de la Haute-Vienne. La commune est frontalière du département de la Dordogne.
Si la commune est posée en limite de l'ancienne région administrative Limousin, la limite occidentale du Limousin, entité géologique, historique et linguistique qui ne se confond pas avec la région administrative Limousin, se trouve à une vingtaine de kilomètres plus loin à l'ouest.
La commune est arrosée par la Tardoire et son affluent le ruisseau de la Colle, ainsi que par le Nauzon, affluent du Trieux.
L'activité agricole qui a façonné les paysages de Saint-Mathieu est toujours prédominante[réf. nécessaire].

### Communes limitrophes
Saint-Mathieu est limitrophe de sept autres communes, dont deux dans le département de la Dordogne. Au sud, la commune de Saint-Barthélemy-de-Bussière n'est limitrophe que sur 200 mètres.

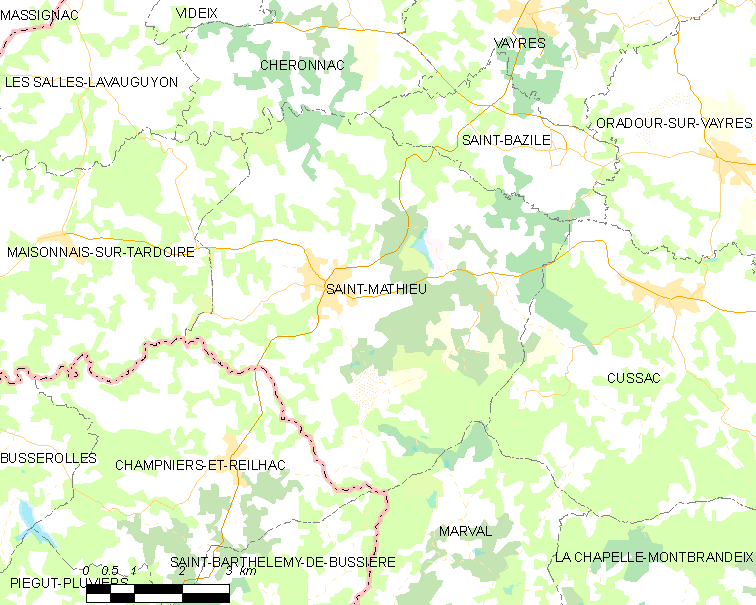
Carte de Saint-Mathieu et des communes avoisinantes.

|                                  | Chéronnac                               | Saint-Bazile |
| Maisonnais-sur-Tardoire          | Saint-Mathieu                           | Cussac       |
| Champniers-et-Reilhac (Dordogne) | Saint-Barthélemy-de-Bussière (Dordogne) | Marval       |

### Climat
Pour des articles plus généraux, voir Climat de la Nouvelle-Aquitaine et Climat de la Haute-Vienne.
Historiquement, la commune est exposée à un climat océanique limousin.  
En 2020, Météo-France publie une typologie des climats de la France métropolitaine dans laquelle la commune est exposée à un climat océanique altéré et est dans une zone de transition entre les régions climatiques « Poitou-Charentes » et « Aquitaine, Gascogne ».
Pour la période 1971-2000, la température annuelle moyenne est de 11,3 °C, avec une amplitude thermique annuelle de 14,7 °C. Le cumul annuel moyen de précipitations est de 1 089 mm, avec 14,1 jours de précipitations en janvier et 8,1 jours en juillet. Pour la période 1991-2020, la température moyenne annuelle observée sur la station météorologique la plus proche, située sur la commune de Champagnac-la-Rivière à 12 km à vol d'oiseau, est de 11,5 °C et le cumul annuel moyen de précipitations est de 1 189,6 mm,. Pour l'avenir, les paramètres climatiques de la commune estimés pour 2050 selon différents scénarios d'émission de gaz à effet de serre sont consultables sur un site dédié publié par Météo-France en novembre 2022.

## Urbanisme

### Typologie
Au 1er janvier 2024, Saint-Mathieu est catégorisée commune rurale à habitat dispersé, selon la nouvelle grille communale de densité à sept niveaux définie par l'Insee en 2022.
Elle est située hors unité urbaine et hors attraction des villes,.

### Occupation des sols
L'occupation des sols de la commune, telle qu'elle ressort de la base de données européenne d’occupation biophysique des sols Corine Land Cover (CLC), est marquée par l'importance des forêts et milieux semi-naturels (48,2 % en 2018), une proportion sensiblement équivalente à celle de 1990 (48,7 %). La répartition détaillée en 2018 est la suivante : 
forêts (48,2 %), zones agricoles hétérogènes (26,6 %), prairies (17,7 %), zones urbanisées (4,5 %), terres arables (2,5 %), espaces verts artificialisés, non agricoles (0,6 %). L'évolution de l’occupation des sols de la commune et de ses infrastructures peut être observée sur les différentes représentations cartographiques du territoire : la carte de Cassini (XVIIIe siècle), la carte d'état-major (1820-1866) et les cartes ou photos aériennes de l'IGN pour la période actuelle (1950 à aujourd'hui).

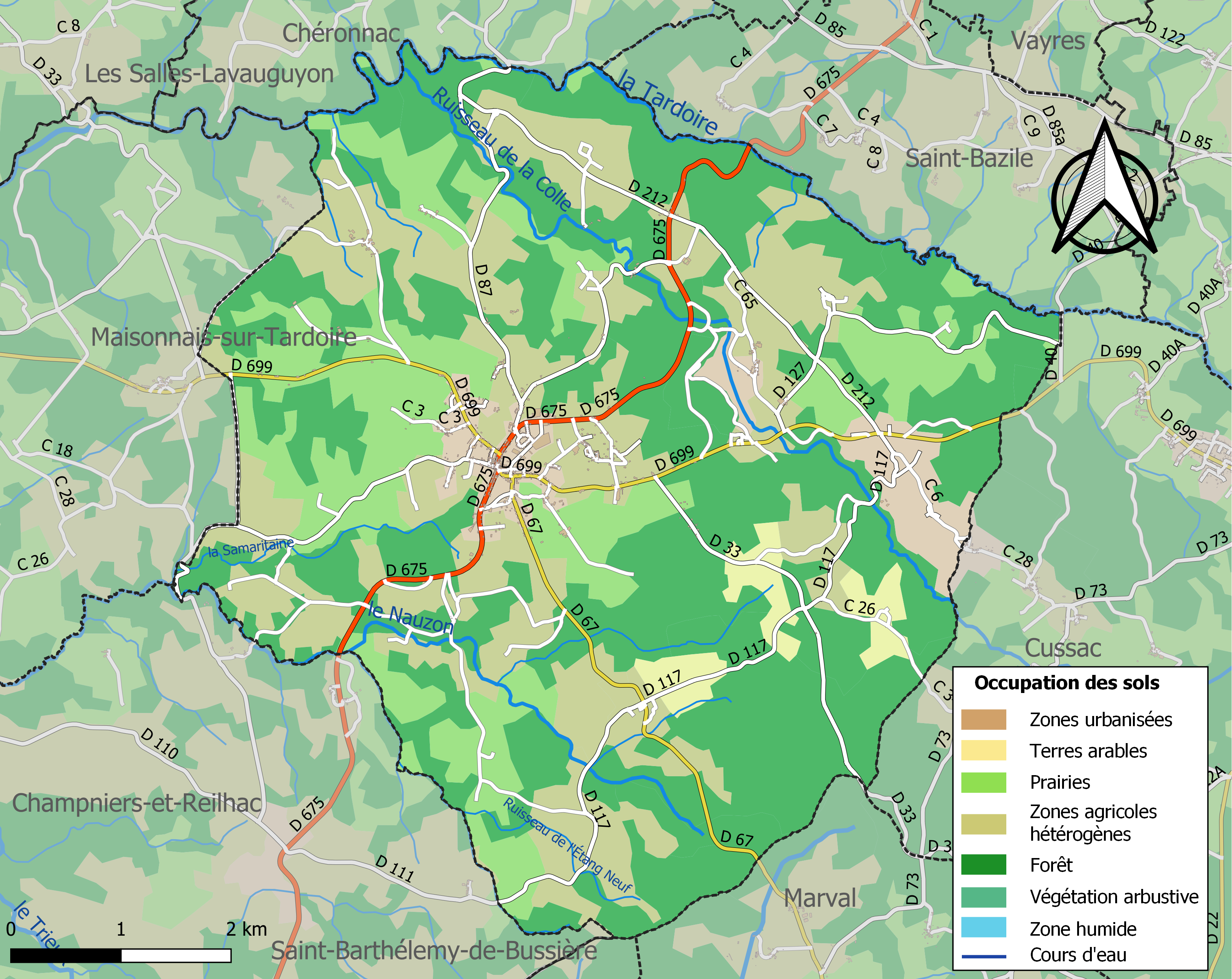
Carte des infrastructures et de l'occupation des sols de la commune en 2018 (CLC).

### Risques majeurs
Le territoire de la commune de Saint-Mathieu est vulnérable à différents aléas naturels : météorologiques (tempête, orage, neige, grand froid, canicule ou sécheresse) et séisme (sismicité faible). Il est également exposé à un risque particulier : le risque de radon. Un site publié par le BRGM permet d'évaluer simplement et rapidement les risques d'un bien localisé soit par son adresse soit par le numéro de sa parcelle.

#### Risques naturels

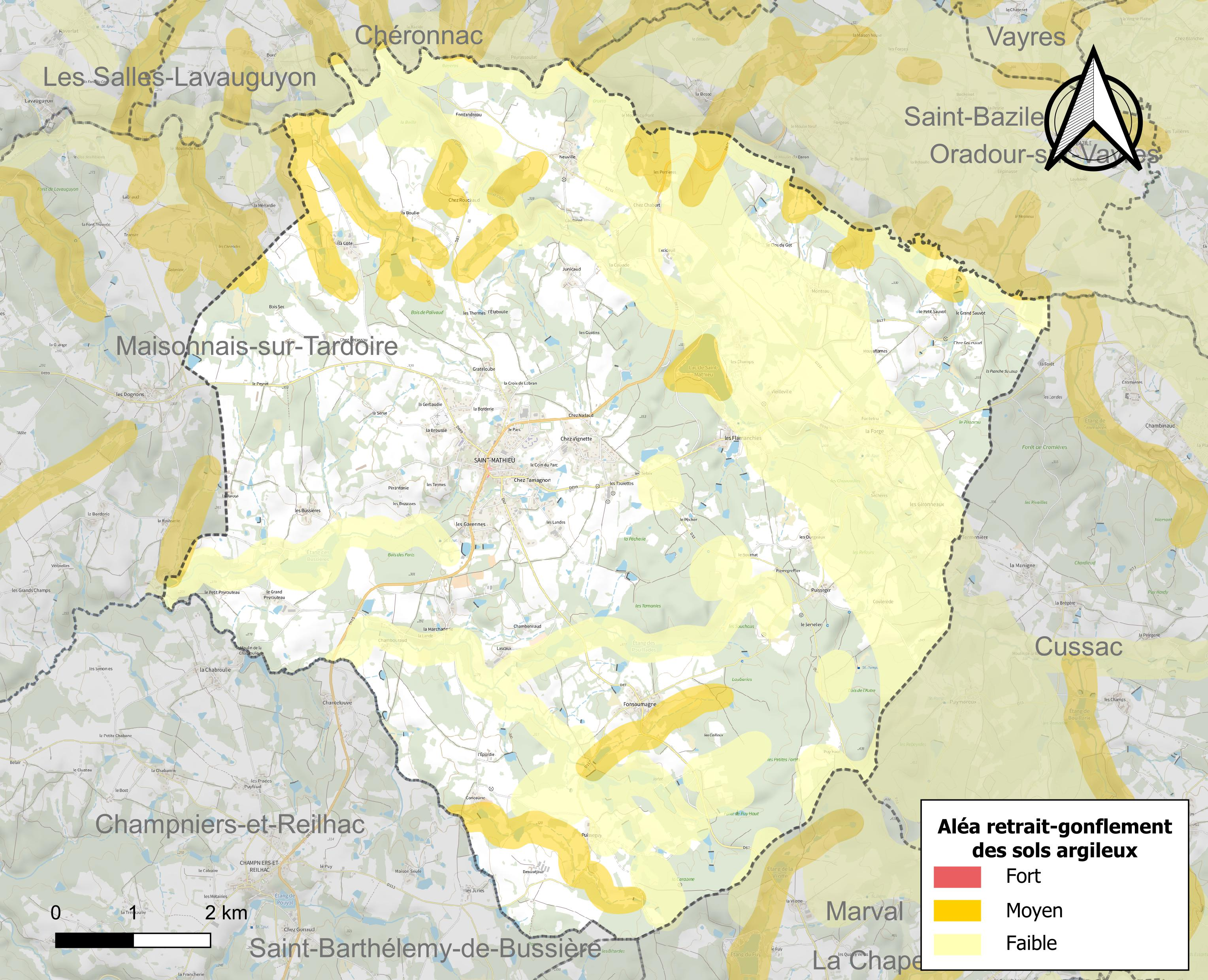
Carte des zones d'aléa retrait-gonflement des sols argileux de Saint-Mathieu.

Le retrait-gonflement des sols argileux est susceptible d'engendrer des dommages importants aux bâtiments en cas d’alternance de périodes de sécheresse et de pluie. 8,8 % de la superficie communale est en aléa moyen ou fort (27 % au niveau départemental et 48,5 % au niveau national métropolitain). Depuis le 1er octobre 2020, en application de la loi ÉLAN, différentes contraintes s'imposent aux vendeurs, maîtres d'ouvrages ou constructeurs de biens situés dans une zone classée en aléa moyen ou fort,.
La commune a été reconnue en état de catastrophe naturelle au titre des dommages causés par les inondations et coulées de boue survenues en 1982, 1999 et 2018 et par des mouvements de terrain en 1999.

#### Risque particulier
Dans plusieurs parties du territoire national, le radon, accumulé dans certains logements ou autres locaux, peut constituer une source significative d’exposition de la population aux rayonnements ionisants. Selon la classification de 2018, la commune de Saint-Mathieu est classée en zone 3, à savoir zone à potentiel radon significatif.

## Toponymie
Comme l'atteste la dénomination occitane « Samatia », le nom de la commune n'a pas pour origine saint Mathieu mais plus vraisemblablement Mathias[réf. nécessaire].

## Histoire
Les plus anciennes traces de présence relevées sur le territoire de la commune datent de l'âge du fer. Ils sont constituées de tumili, monticules de terre recouvrant une sépulture et dont les fouilles ont mis au jour haches en pierre et urnes funéraires[réf. nécessaire].
À Saint-Mathieu, comme ailleurs, ces tumuli jalonnent les routes de crêtes situées sur les interfluves, telles la route de Saint-Mathieu à la Chapelle-Montbrandeix[réf. nécessaire]. Ces itinéraires celtiques, que l'on appelle localement des routes de « pouge », évitent consciencieusement les vallées pour des raisons évidentes de sécurité. Ils sont restés des lieux de passage fréquentés plusieurs millénaires après leur tracé puisque plusieurs départementales et voies communales suivent toujours leur parcours[réf. nécessaire].
De la période gallo-romaine, restent des éléments de construction de villa (exploitations rurales) tels que tuiles à rebord[réf. nécessaire] ou vestiges de murailles, notamment au village des Bussières[réf. nécessaire]. Pour l'anecdote, le nom de ce village apporte en lui-même des indices intéressants : Bussière, toponyme fréquent en Limousin vient de buscus, le buis. Or cet arbuste apprécie les terrains calcaires, et ne peut pousser spontanément sur la commune que s'il y a une forte présence de chaux dans la terre, comme sur les ruines des anciennes villa gallo-romaine aux murs maçonnés de chaux[réf. nécessaire].
Au Moyen Âge, le bourg de Saint-Mathieu connaît un développement important[réf. nécessaire]. L'édification du château-fort, situé derrière l'actuelle église, s'inscrit alors, comme les forteresses de Cromières, Vieux Château, la Besse, dans une zone de défense à la limite du Limousin, des Charentes et du Périgord. Du château fort, aujourd'hui, il ne reste que les corps de bâtiments et des vestiges de douves[réf. nécessaire]. La dernière tour existante est démolie en 1927[réf. nécessaire]. De sa construction en 1373 à sa vente comme bien national en 1799, ce château appartient à la même famille (ou à ses alliés) : les Vigier,,,, (cf. aussi l'article Brie), dont les armes ornent le portail gothique flamboyant de l'église[réf. nécessaire]. C'est à cette famille que l'on doit, vers 1486, l'agrandissement de l'église primitive du XIIe siècle et de la nef romane. Tirant profit de la présence de ressources naturelles variées (eau, bois, minerai de fer), l'activité humaine s'est très rapidement consacrée à des productions pré-industrielles le long de la vallée de la Tardoire[réf. nécessaire]. La plus originale de ses activités est la confection de cottes de mailles. Cet équipement est en effet adopté au XIIe siècle par toutes les armées, sa production connaît  une expansion considérable notamment dans les ateliers de Saint-Mathieu[réf. nécessaire]. Les hauts-fourneaux sont alimentés par le charbon des taillis de châtaigniers et le minerai est pris sur place. La force hydraulique fournie par les rivières ou les étangs assure le fonctionnement des marteaux pilons et des soufflets. Il existe encore à la fin du XVIIe siècle trois mailleries et Saint-Mathieu, comme toute la zone limousine de contact avec le Périgord, a longtemps fait de la forge sa spécialité (Séchères, le Buisson, la Couade qui produit des pointes jusqu'en 1938...). Après 1860, l'arrivée du fer lorrain et la substitution de la houille au charbon de bois mettent peu à peu un terme à cette industrie[réf. nécessaire].
Le 23 janvier 1791, à l'issue de la messe, Martial Crouchaud, curé de Saint-Mathieu et Pierre Damet son vicaire prêtent serment et jurent d'être « fideles a la nation, à la loi et au Roy ».
Les foires qui se tenaient le 13 de chaque mois drainaient des centaines d'animaux bovins ou porcins. Avant la Seconde Guerre mondiale, le 13 septembre voyait se dérouler la foire aux haricots. Ce jour-là, sous la halle, c'est par tonnes que « les mongetas » étaient achetées par des commerçants venus de Charente et de Dordogne. Notre terroir donne paraît-il à cette légumineuse une cuisson et un goût remarquable[réf. nécessaire].

## Politique et administration

### Liste des maires
| Période                                  | Période   | Identité                | Étiquette   | Qualité                                                                        |
| ---------------------------------------- | --------- | ----------------------- | ----------- | ------------------------------------------------------------------------------ |
| Les données manquantes sont à compléter. |           |                         |             |                                                                                |
|                                          |           |                         |             |                                                                                |
| 1870                                     | 1877      | Charles-Éloi Chaigneau  | Droite      |                                                                                |
| 1877                                     | 1914      | Anatole Hugonneau       | Républicain | Docteur en médecine                                                            |
| 1914                                     | 1919      | Étienne-François Delage |             |                                                                                |
| 1919                                     | 1937      | André Maury             |             |                                                                                |
| 1937                                     | 1940      | Charles Besson          | PC-SFIC     | Boucher                                                                        |
| 1940                                     | 1945      |                         |             | Gestion par une administration non élue, mise en place par le régime de Vichy. |
| 1945                                     | 1951      | Gabriel Marsaud         | UDR         | Ouvrier teinturier                                                             |
| 1951                                     | 1977      | André Marcillaud        | PCF         | Ouvrier puis épicier                                                           |
| mars 1977                                | mars 1983 | Claude Thuillier        | UDF-CDS     | Conseiller d'ambassade                                                         |
| mars 1983                                | juin 1995 | Claude Pauliat          | ADS         | Conseiller général (2001-2015)                                                 |
| juin 1995                                | mars 2001 | Jean-Marie Demaison     |             |                                                                                |
| mars 2001                                | mars 2014 | Bertrand Grébaux        | PS          | Médecin                                                                        |
| mars 2014 (réélue en mai 2020)           | En cours  | Agnès Varachaud         | DVG         | Employée de commerce à Oradour-sur-Vayres                                      |

## Démographie
L'évolution du nombre d'habitants est connue à travers les recensements de la population effectués dans la commune depuis 1793. Pour les communes de moins de 10 000 habitants, une enquête de recensement portant sur toute la population est réalisée tous les cinq ans, les populations de référence des années intermédiaires étant quant à elles estimées par interpolation ou extrapolation. Pour la commune, le premier recensement exhaustif entrant dans le cadre du nouveau dispositif a été réalisé en 2004.

En 2022, la commune comptait 1 069 habitants, en évolution de −1,11 % par rapport à 2016 (Haute-Vienne : −0,68 %, France hors Mayotte : +2,11 %).
| 1793  | 1800  | 1806  | 1821  | 1831  | 1836  | 1841  | 1846  | 1851  |
| ----- | ----- | ----- | ----- | ----- | ----- | ----- | ----- | ----- |
| 1 703 | 1 772 | 1 668 | 2 117 | 2 193 | 2 134 | 2 057 | 2 350 | 2 448 |

| 1856  | 1861  | 1866  | 1872  | 1876  | 1881  | 1886  | 1891  | 1896  |
| ----- | ----- | ----- | ----- | ----- | ----- | ----- | ----- | ----- |
| 2 351 | 2 280 | 2 371 | 2 346 | 2 360 | 2 501 | 2 509 | 2 581 | 2 526 |

| 1901  | 1906  | 1911  | 1921  | 1926  | 1931  | 1936  | 1946  | 1954  |
| ----- | ----- | ----- | ----- | ----- | ----- | ----- | ----- | ----- |
| 2 504 | 2 520 | 2 538 | 2 339 | 2 223 | 2 048 | 2 036 | 1 945 | 1 751 |

| 1962  | 1968  | 1975  | 1982  | 1990  | 1999  | 2004  | 2006  | 2009  |
| ----- | ----- | ----- | ----- | ----- | ----- | ----- | ----- | ----- |
| 1 711 | 1 613 | 1 483 | 1 364 | 1 271 | 1 233 | 1 188 | 1 186 | 1 164 |

| 2014  | 2019  | 2022  | - | - | - | - | - | - |
| ----- | ----- | ----- | - | - | - | - | - | - |
| 1 099 | 1 079 | 1 069 | - | - | - | - | - | - |

## Culture locale et patrimoine

### Lieux et monuments
- L'église Saint-Mathieu.
- Le château Rocher.
- Le lac de Saint-Mathieu.
- Le pont du Moulin du Pont sur la Tardoire, monument historique inscrit depuis 1990[30] se trouve partiellement sur la commune.

### Patrimoine naturel
La commune présente deux zones naturelles d'intérêt écologique, faunistique et floristique (ZNIEFF).
- La ZNIEFF de type 2 Vallée de la Tardoire (du moulin de Cros à Peyrassoulat)[31].
- La ZNIEFF de type 1 Ruisseau de Nauzon qui fait partie du reseau hydrographique de la Tardoire et du Trieux[32].

### Personnalités liées à la commune
- Michel Tixier (1796-1864), homme politique, est décédé à Saint-Mathieu.
- Joseph Basset (1889-1959), homme politique, a été médecin à Saint-Mathieu.
- Laurent Bourdelas, écrivain, a enseigné au collège (1996-1998).

### Héraldique
|  | Les armes de la commune se blasonnent ainsi : Deux blasons accolés: 1) D'azur à trois fasces d'argent. 2) Parti: au 1er d'azur à trois fasces d'argent au 2e coupé au I cinq points d'azur équipollés à quatre points d'argent au II d'azur à la croix d'argent. |

## Pour approfondir